# Pähl
Pähl település Németországban, azon belül Bajorországban. Lakosainak száma 2608 fő (2023. december 31.). Pähl Wielenbach, Raisting, Dießen am Ammersee, Andechs és Tutzing községekkel határos.

## Népesség
A település népessége az elmúlt években az alábbi módon változott:
| Lakosok száma | 614  | 1254 | 1018 | 1676 | 2317 | 2358 | 2463 | 2486 | 2464 | 2608 |
|               | 1875 | 1950 | 1975 | 1987 | 2012 | 2014 | 2016 | 2017 | 2021 | 2023 |